# Серан
Серан (фр. Céran) насеље је и општина у јужној Француској у региону Миди Пирене, у департману Жерс која припада префектури Кондом.
По подацима из 2011. године у општини је живело 188 становника, а густина насељености је износила 17,5 становника/km². Општина се простире на површини од 10,74 km². Налази се на средњој надморској висини од 103 метара (максималној 181 m, а минималној 89 m).

## Демографија
| 1962. | 1968. | 1975. | 1982. | 1990. | 1999. | 2011. |
| ----- | ----- | ----- | ----- | ----- | ----- | ----- |
| 145   | 166   | 175   | 151   | 152   | 149   | 188   |

График промене броја становника у току последњих година